# Amerikanische Neutralitätspatrouille
Die Neutralitätspatrouille der Marine der Vereinigten Staaten begann kurz nach Beginn des Zweiten Weltkrieges in Europa am 12. September 1939 und dauerte bis zum Kriegseintritt der USA am 7. Dezember 1941. Offizielles Ziel der Operation war der Schutz der Neutralität der Vereinigten Staaten und anderer amerikanischer Staaten vor Übergriffen der kriegsführenden Parteien. Zu diesem Zweck sollten alle fremden Kriegsschiffe innerhalb des Einsatzgebietes kontinuierlich von der amerikanischen Marine beobachtet werden.

## Einsatzgebiet

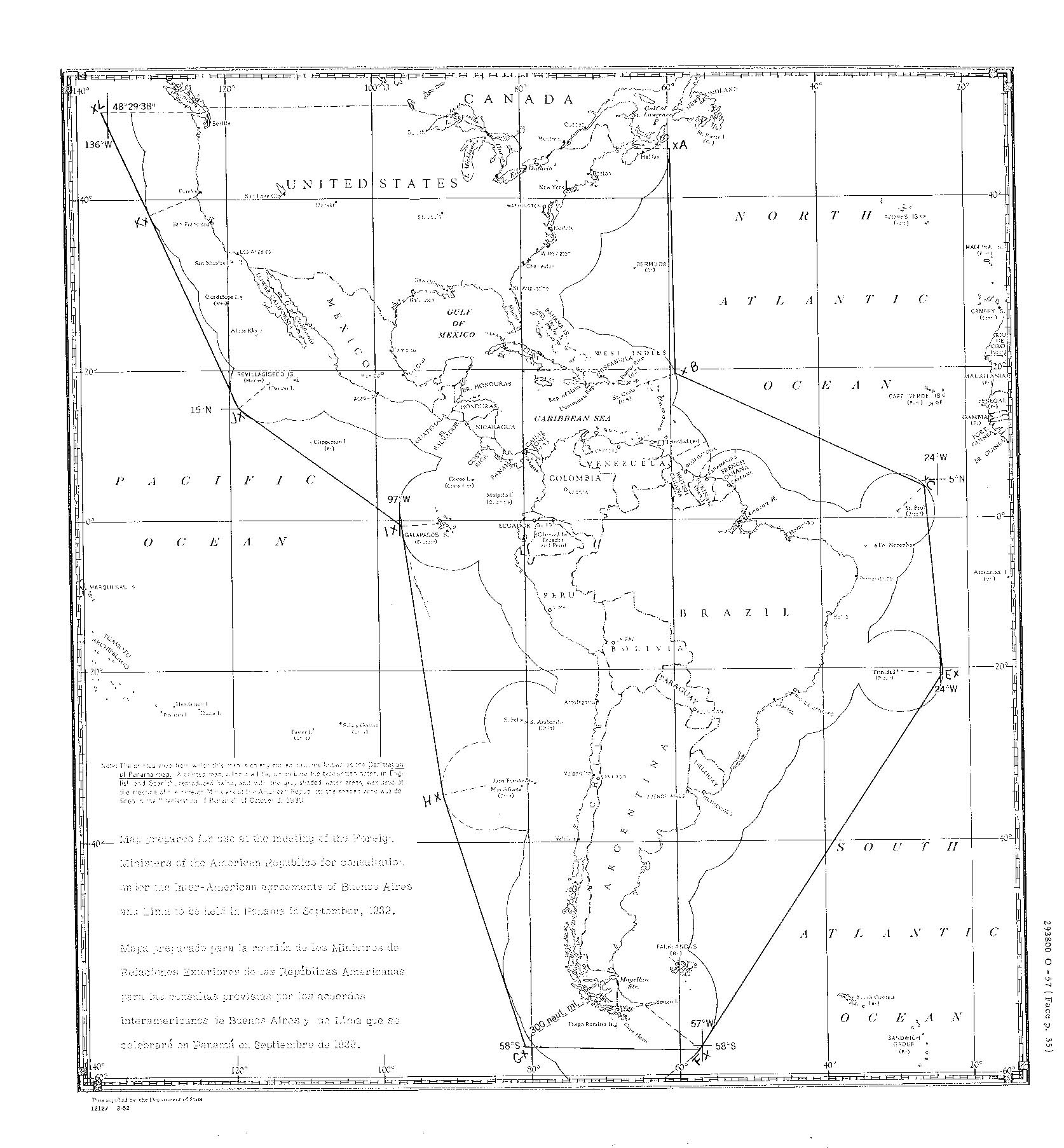
Entwurfsskizze der Panamerikanischen Sicherheitszone

Das Einsatzgebiet wurde während des Krieges mehrfach ausgeweitet. Am 12. September erstreckte es sich über die US-amerikanische Küstenlinie von der kanadischen Grenze bis in die Karibik. Am 2. Oktober 1939 erklärte die Panama-Konferenz (1939) der panamerikanischen Außenminister eine 300-Seemeilen-Zone rund um die Küsten Nord- und Südamerikas (mit Ausnahme des am Krieg teilnehmenden Kanadas) für neutral und untersagte den kriegführenden Nationen dort jede feindselige oder militärische Operation (Kriegsschiffe durften das Gebiet aber immer noch passieren). Die amerikanische Marine überwachte diese Zone bis zur Höhe von Trinidad. Am 24. April 1941 wurde das Gebiet nochmals ausgedehnt bis 26° westlicher Länge und 20° südlicher Breite (dies entspricht in etwa der Höhe von Rio de Janeiro). Ferner schlossen die USA am 9. April 1941 mit dem dänischen Botschafter in Washington, Henrik Kauffmann, ein Abkommen, das ihnen die Verteidigung von Grönland übertrug und ihnen die Errichtung und Nutzung von Basen dort erlaubte. Kauffmann handelte in diesem Fall eigenmächtig, da er seit der Besetzung Dänemarks durch die Deutschen keine Weisungen mehr aus Kopenhagen akzeptierte. Dennoch akzeptierten ihn die Alliierten als legitimen Vertreter Dänemarks. Im Juli 1941 stationierten die USA nach dem Abschluss eines ähnlichen Abkommens mit der isländischen Regierung Truppen auf Island.

## Umsetzung

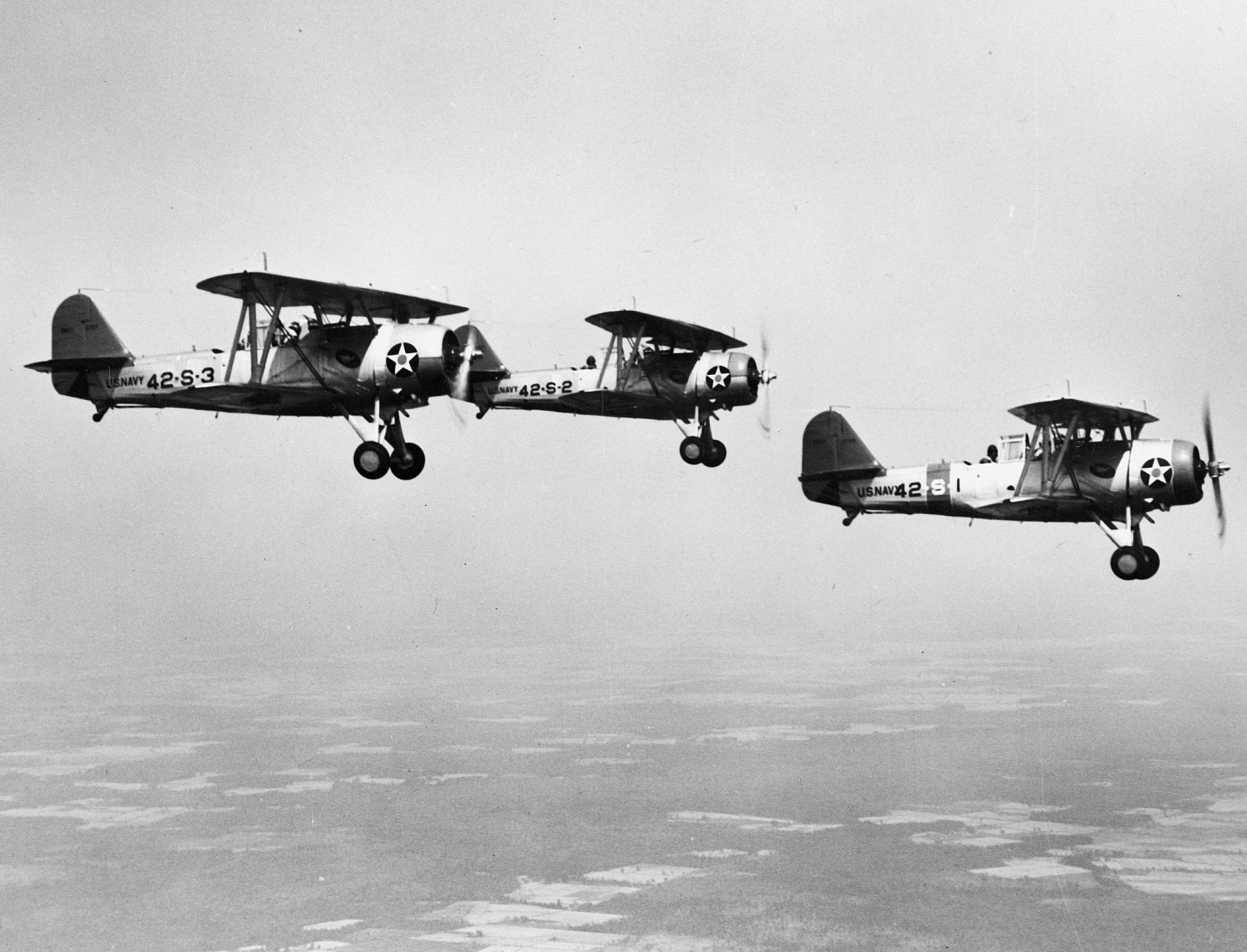
Sturzkampfbomber der U.S. Navy vom Typ Vought SBU-1 während einer Aufklärungsmission als Teil der Neutralitätspatrouille, vor Norfolk in Virginia (USA) im Jahre 1940

Von den kriegsführenden Parteien wurde die Neutralitätszone mehr oder weniger ignoriert. So kam es am 13. Dezember 1939 weit innerhalb der 300-Meilen-Zone zum Gefecht vor dem Río de la Plata zwischen Deutschland und Großbritannien. Dass es zu keinen weiteren größeren Kampfhandlungen innerhalb der Neutralitätszone kam, lag eher daran, dass die Schlacht im Atlantik in diesem Zeitraum noch weiter östlich ausgetragen wurde und sich erst 1942 auf den westlichen Teil des Atlantiks ausdehnte.
Die amerikanische Überwachung war aufgrund der stark pro-alliierten Einstellung der Regierung von Präsident Franklin D. Roosevelt ihrerseits zu Gunsten der Alliierten ausgelegt. So wurden gesichtete deutsche Schiffe (Handelsschiffe, die in Amerika vom Krieg überrascht wurden, und Blockadebrecher) von amerikanischen Schiffen beschattet, die ihre kontinuierlichen Positionsmeldungen unverschlüsselt sendeten. Auf diese Art konnten alliierte Kriegsschiffe die Meldungen mithören und die deutschen Schiffe abfangen. Geschah dies innerhalb der Neutralitätszone, so unternahmen die amerikanischen Beobachtungsschiffe nichts, um dies zu verhindern, obwohl sie theoretisch alle Kampfhandlungen innerhalb der Zone unterbinden sollten.
Mit dem Zerstörer-für-Stützpunkte-Abkommen vom September 1940 konnten die Vereinigten Staaten in der Karibik und auf Neufundland Militärstützpunkte errichten. Diese ermöglichten die Luftaufklärung weiter auf die hohe See auszuweiten. Die Aufklärer meldeten dabei Sichtungen von deutschen U-Booten im offenen Funkverkehr, so dass die britische Seite sie mithören konnte.
Mit der Übernahme der Verteidigung Grönlands und Islands im April bzw. Juli 1941 verschärfte sich die Lage zwischen den USA und den Achsenmächten zusätzlich. Von diesem Zeitpunkt an fuhren amerikanische Konvois zwischen der Westküste der USA und Island mit amerikanischem Geleitschutz auf der gleichen Route wie britische Konvois zwischen Halifax und Großbritannien. Zusätzlich luden die USA auch fremde Schiffe dazu ein, in ihren Konvois mitzufahren. Das Deutsche Reich warf den USA vor, durch dieses Verhalten die Versenkung amerikanischer Schiffe durch deutsche U-Boote zu provozieren.

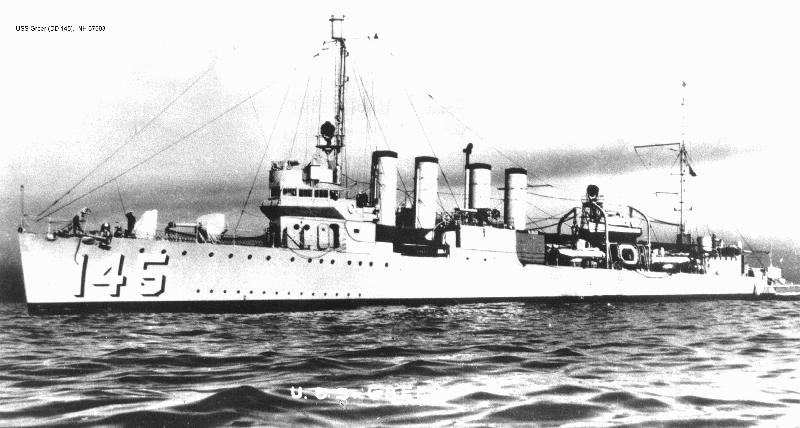
Der Zerstörer USS Greer

Der bekannteste dieser Zwischenfälle ereignete sich am 4. September 1941, als der amerikanische Zerstörer USS Greer von einem britischen Flugzeug auf ein U-Boot aufmerksam gemacht wurde, das vor kurzem vor dem Flugzeug weggetaucht war. Die Greer suchte und fand das deutsche U-Boot U 652, worauf das Flugzeug mehrere Wasserbomben auf die von der Greer gemeldete Position des U-Bootes warf. Der deutsche U-Boot-Kommandant glaubte daraufhin, er sei von dem Zerstörer selbst angegriffen worden, und griff ihn deshalb erfolglos mit Torpedos an. Daraufhin startete die Greer einen ebenfalls erfolglosen Wasserbombenangriff auf das U-Boot.
Diesen Vorfall nahm die US-Regierung zum Anlass, Befehl zum sofortigen Angriff auf alle innerhalb der Neutralitätszone gesichteten Schiffe und Flugzeuge der Achse zu geben. Durch diesen Shoot-on-sight-Befehl befanden sich die amerikanischen Streitkräfte im Atlantik praktisch ab September 1941 in einem unerklärten Krieg mit den Achsenmächten.
Am 6. November 1941 kaperten der Kreuzer USS Omaha und der Zerstörer USS Somers im Südatlantik die Odenwald, die sich als amerikanisches Handelsschiff Willmoto getarnt hatte. Hitler erwähnt das Schicksal der Odenwald in seiner Kriegserklärung Deutschlands und Italiens an die Vereinigten Staaten.